# Emil Sundqvist
Emil Ossian Sundqvist, född 18 december 1858, död 21 februari 1921, var en svensk violinist och musiklärare.

## Biografi
Sundqvist studerade vid Kungliga Musikkonservatoriet 1873–1878 och var violinist i Hovkapellet 1875–1919. Han tilldelades Litteris et Artibus 1905 och invaldes som associé nr 140 av Kungliga Musikaliska Akademien den 29 oktober 1919.